# Marry Him If You Dare
Mirae-ui seontaek (hangeul : 미래의 선택 ; titre international : Marry Him If You Dare) est une série télévisée sud-coréenne diffusée en 2012 sur KBS2 en Corée du Sud avec Yoon Eun-hye, Lee Dong-gun, Jung Yong-hwa, Han Chae-ah et Choi Myung-gil.

## Synopsis
Que feriez-vous si la cinquantaine passée, il vous était possible de remonter dans le temps afin de changer le cours de votre vie ? 
L'an 2038.
Na Mi Rae est une femme de 57 ans travaillant comme scénariste pour une station de télévision. Malgré un mariage et une carrière professionnelle touchant à leur fin, grâce aux fulgurants progrès scientifiques réalisés à cette époque, elle se verra pourtant offrir l'occasion de voyager dans le temps afin de rencontrer celle qu'elle était encore plusieurs années auparavant.
L'an 2013.
Na Mi Rae est une jeune femme de 32 ans exerçant comme opératrice dans un centre d'appel, mais ayant pour rêve de devenir scénariste pour une station de diffusion. Elle fait un jour la rencontre d'une femme affirmant être celle qu'elle deviendra dans le futur, et prétendant avoir remonté le temps afin de lui prodiguer des conseils autant sur sa vie professionnelle que sur le choix du partenaire de mariage idéal. Cette dernière espère surtout empêcher son mariage avec Kim Sin, journaliste très réputé plutôt arrogant et réservé, en la rapprochant de Park Se Ju, jeune héritier d'une grande chaîne de télévision cachant sa véritable identité sous celle d'un caméraman talentueux assez extraverti.

## Distribution
- Yoon Eun-hye : Na Mi-rae[1],[2]
- Lee Dong-gun : Kim Shin[3]
- Jung Yong-hwa : Park Se-joo
- Han Chae-ah : Seo Yoo-kyung
- Choi Myung-gil : auto avenir de Na Mi-rae
- Oh Jung-se : Noh Joo-hyun
- Lee Mi-do : Bae Hyun-ah
- Ahn Se-ha : Lee Jae-soo
- Go Doo-shim : Lee Mi-ran
- Kim Ji-ho : Black Man
- Jang Eun-ah : annonceur
- Ba Ram : Chang Gong (caméo)
- Shin Bora : artiste (caméo)

## Bande-originale
1. My Lady - Kim Tae-woo - 3:42
2. I'm OK - Yuna - 3:11
3. 사랑을 캐스팅해요 (Casting Love) - Jeon Gun-hwa - 3:20
4. Only Me - Melody Day - 3:35
5. Paradise - Sindy - 3:53
6. It's You - Park Hyo-shin - 3:51

## Réception
| Nombre d'épisodes | Date de diffusion | Part d'audience moyenne | Part d'audience moyenne     | Part d'audience moyenne | Part d'audience moyenne     |
| Nombre d'épisodes | Date de diffusion | TNmS Ratings            | TNmS Ratings                | AGB Nielsen             | AGB Nielsen                 |
| Nombre d'épisodes | Date de diffusion | Tout le pays            | Région de la capitale Séoul | Tout le pays            | Région de la capitale Séoul |
| ----------------- | ----------------- | ----------------------- | --------------------------- | ----------------------- | --------------------------- |
| 1                 | 14 octobre 2013   | 8.4%                    | 9.5%                        | 9.7%                    | 9.9%                        |
| 2                 | 15 octobre 2013   | 7,9 %                   | 9,0 %                       | 8,6 %                   | 9,2 %                       |
| 3                 | 21 octobre 2013   | 7,2 %                   | 7,6 %                       | 8,5 %                   | 9,0 %                       |
| 4                 | 22 octobre 2013   | 5,9 %                   | 6,5 %                       | 7,3 %                   | 7,7 %                       |
| 5                 | 28 octobre 2013   | 5,8 %                   | 6,2 %                       | 6,5 %                   | 7,3 %                       |
| 6                 | 29 octobre 2013   | 6,7 %                   | 7,2 %                       | 7,4 %                   | 7,9 %                       |
| 7                 | 4 novembre 2013   | 5,5 %                   | 6,1 %                       | 6,5 %                   | 7,3 %                       |
| 8                 | 5 novembre 2013   | 4,7 %                   | 5,4 %                       | 5,4 %                   | 6,3 %                       |
| 9                 | 11 novembre 2013  | 4,6 %                   | 5,0 %                       | 5,9 %                   | 6,9 %                       |
| 10                | 12 novembre 2013  | 5,1 %                   | 5,5 %                       | 5,4 %                   | 6,3 %                       |
| 11                | 18 novembre 2013  | 4,0 %                   | 4,8 %                       | 5,0 %                   | 5,3 %                       |
| 12                | 19 novembre 2013  | 4,2 %                   | 4,8 %                       | 4,7 %                   | 5,5 %                       |
| 13                | 25 novembre 2013  | 3.2%                    | 3.5%                        | 4,5 %                   | 4.8%                        |
| 14                | 26 novembre 2013  | 3,8 %                   | 4,3 %                       | 4,3 %                   | 4.8%                        |
| 15                | 2 décembre 2013   | 3,5 %                   | 4,1 %                       | 4,7 %                   | 5,7 %                       |
| 16                | 3 décembre 2013   | 3,6 %                   | 4,0 %                       | 4.1%                    | 5,0 %                       |
| Moyenne           | Moyenne           | 5,3 %                   | -                           | 6,2 %                   | -                           |

## Prix et nominations
| Année | Prix                                 | Catégorie                                     | Destinataire                 | Résultat   |
| ----- | ------------------------------------ | --------------------------------------------- | ---------------------------- | ---------- |
| 2013  | 2013 KBS Drama Awards                | Prix d'excellence, acteur dans une minisérie  | Lee Dong-gun                 | Nomination |
| 2013  | 2013 KBS Drama Awards                | Prix d'excellence, actrice dans une minisérie | Yoon Eun-hye                 | Nomination |
| 2013  | 2013 KBS Drama Awards                | Meilleur couple prix                          | Lee Dong-gun et Yoon Eun-hye | Nomination |
| 2013  | 2013 KBS Drama Awards                | Meilleur couple prix                          | Jung Yong-hwa et Han Chae-ah | Nomination |
| 2014  | 50th Baeksang Arts Awards            | La plupart acteur populaire (TV)              | Jung Yong-hwa                | Nomination |
| 2014  | 50th Baeksang Arts Awards            | La plupart actrice populaire (TV)             | Yoon Eun-hye                 | Nomination |
| 2014  | 9th Seoul International Drama Awards | Meilleur chanson thème de drama coréen        | My Lady - Kim Tae-woo        | Nomination |
| 2014  | 9th Seoul International Drama Awards | Meilleur chanson thème de drama coréen        | It's You - Park Hyo-shin     | Nomination |
| 2014  | 9th Seoul International Drama Awards | Meilleur acteur coréen                        | Jung Yong-hwa                | Nomination |
| 2014  | 9th Seoul International Drama Awards | Meilleur drama coréen                         | Marry Him If You Dare        | Nomination |

## Diffusion
- KBS2 (2013)
- KBS World
- Drama Channel / TVB J2
- STAR Chinese Channel
- GMA Network

### Sources
- (en) Cet article est partiellement ou en totalité issu de l’article de Wikipédia en anglais intitulé « Marry Him If You Dare » (voir la liste des auteurs).